# Klassisk teater
Det klassiske teater bestod af to forskellige former for teater:
- Komedie
- Tragedie

Det er også det der ligger til grund for det mest berømte teater symbol: De to masker. Den ene er ked af det, derfor repræsentere den tragedien. Den anden ser glad ud, nærmest som om den griner, den repræsentere komedien. Det er først langt senere vi har fået alle de forskellige slags teater.